# Röhrenknochen
Als Röhrenknochen, lange Knochen oder Langknochen (Os longum, Plural Ossa longa) bezeichnet man Knochen mit einer einheitlichen Markhöhle, in der sich Knochenmark befindet. Röhrenknochen finden sich ausschließlich in den Extremitäten. Hierbei lassen sich die „langen Röhrenknochen“, Oberarmknochen (Humerus), Elle (Ulna) und Speiche (Radius), Oberschenkelknochen (Femur) und Schien- (Tibia) und Wadenbein (Fibula) von den „kurzen Röhrenknochen“, Mittelhand- und Mittelfußknochen (Metacarpalia bzw. Metatarsalia) sowie Finger- und Zehenknochen (Ossa digitorum manus bzw. pedis, oder schlicht Phalangen), unterscheiden.

## Aufbau

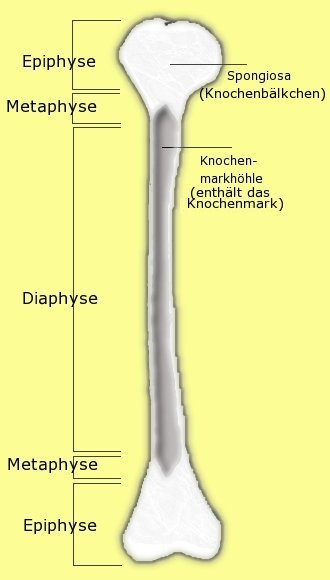
Schematischer Aufbau eines Röhrenknochens

Die Röhrenknochen bestehen aus zwei Knochenenden (Epiphysen) und einem Knochenschaft (Diaphyse). Der kurze Abschnitt im Übergang von der Epi- zur Diaphyse heißt Metaphyse.

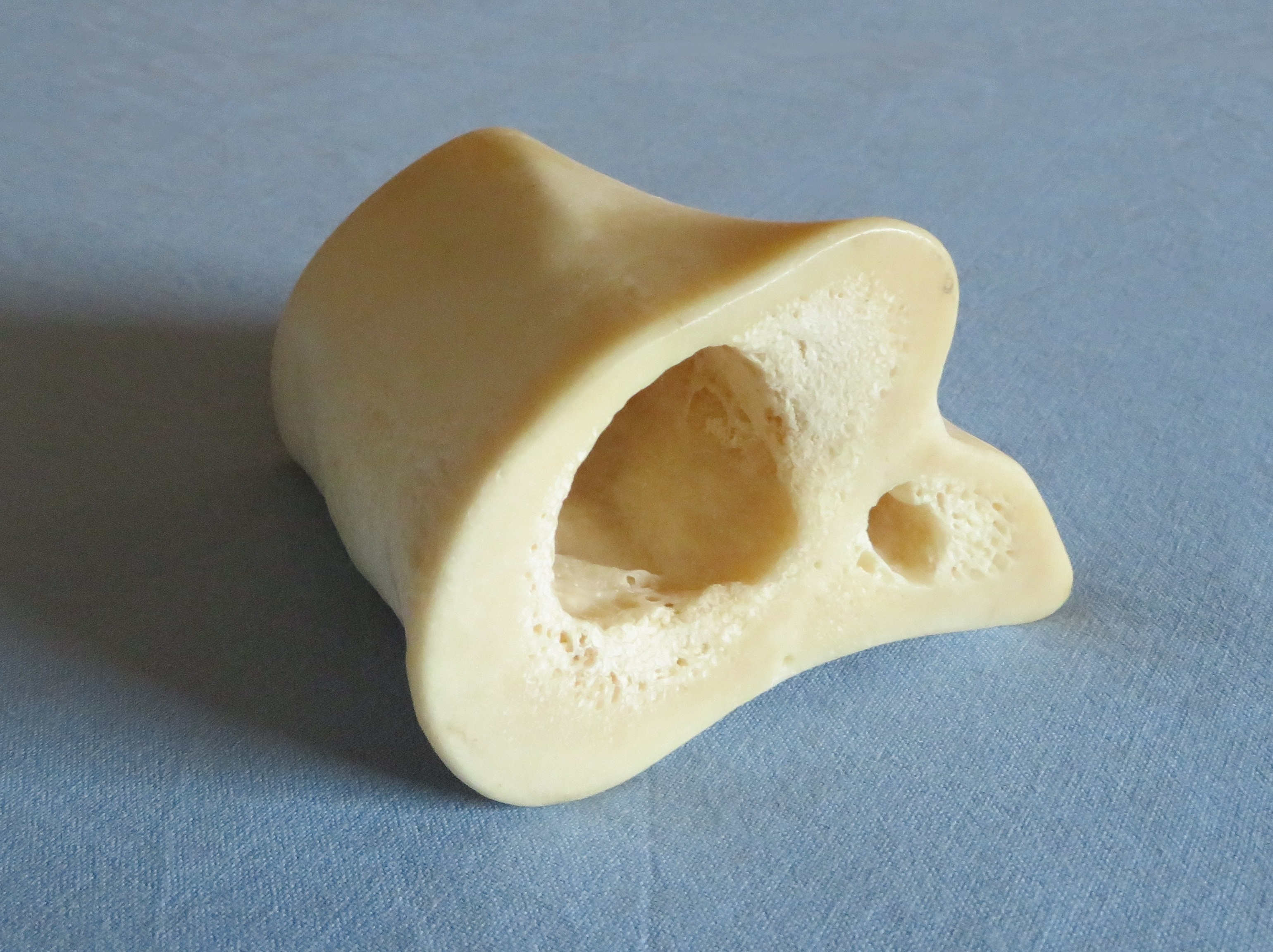
Abschnitt eines Röhrenknochens eines großen Huftieres aus dem Bereich der Metaphyse

Die beiden Epiphysen bestehen aus einem feinen Geflecht von Knochenbälkchen, die nach den Hauptrichtungen der einwirkenden Kräfte (Trajektorien) ausgerichtet sind. Diese Knochenbälkchen bilden in der Gesamtheit eine Knochenschwammsubstanz (Substantia spongiosa). Zwischen den Knochenbälkchen liegen Hohlräume (Cellulae medullares), in denen sich rotes Knochenmark befindet. Außen wird die Substantia spongiosa von einer dünnen Schicht von kompakter Knochensubstanz (Substantia compacta) überzogen. Im Bereich der Gelenkflächen sitzt darauf noch eine Schicht hyaliner Knorpel (cartilago articularis).
Daneben gibt es oft weitere Knochenanbauten; die aus den Epiphysen hervorgehen, wie der Trochanter major am Oberschenkelknochen oder das Tuberculum majus des Oberarmknochens, die als Apophyse bezeichnet werden und eine eigene Wachstumsfuge aufweisen, die Apophysenfuge.
In der Diaphyse ist das Trabekelwerk dagegen nahezu vollständig zurückgebildet und im Inneren findet sich eine einheitliche Markhöhle (Cavitas medullaris) mit gelbem Knochenmark (Fettmark). Die mechanische Festigkeit der Diaphyse ist daher von der kompakten Knochensubstanz (Substantia compacta oder Substantia corticalis) bedingt, die wie eine Hülse den Markraum umgibt.
Zwischen der jeweiligen Epiphyse und der Diaphyse befindet sich bei wachsenden Individuen die Epiphysenfuge (Wachstumsfuge). Sie besteht aus hyalinem Knorpel und dient dem Längenwachstum eines Röhrenknochens. Nach dem Wachstumsabschluss verknöchert diese Epiphysenfuge und bleibt als Epiphysenlinie (Linea epiphysealis) oft bis ins Alter sichtbar.
Außer an den knorpeligen Gelenkflächen ist der gesamte Knochen von der Knochenhaut (Periost) überzogen.
Durch die Diaphyse tritt eine Arterie zur Blutversorgung des Knochens. Die Öffnung, an der das Blutgefäß durch den Knochenmantel tritt, bezeichnet man als Foramen nutricium, die Arteria als Arteria nutricia. Die Epiphysen haben zumeist eigene blutversorgende Arterien (Arteriae epiphyseales), die von der Arteria nutricia der Diaphyse unabhängig sind.